# Patruljni teki na Zimskih olimpijskih igrah 1948
Patruljni teki na Zimskih olimpijskih igrah 1948.

## Rezultati
| Poz | Ekipa                                                                                 | Čas teka  | ZS | Skupni čas |
| --- | ------------------------------------------------------------------------------------- | --------- | -- | ---------- |
| 1   | Švica · (Robert Zurbriggen, Heinrich Zurbriggen, Vital Vouardoux, Arnold Andenmatten) | 2:39:25,0 | 5  | 2:34:25,0  |
| 2   | Finska · (Eero Naapuri, Vilho Ylönen, Mikko Meriläinen, Tauno Honkanen)               | 2:46:23,0 | 9  | 2:37:23,0  |
| 3   | Švedska · (Edor Hjukström, Holger Borgh, Karl Gustav Ljungquist, Fride Larsson)       | 2:45:03,0 | 4  | 2:41:03,0  |
| 4   | Italija · (Costanzo Picco, Aristide Compagnoni, Giacinto De Cassan, Antenore Cuel)    | 2:52:03,0 | 2  | 2:50:03,0  |
| 5   | Francija · (Emile Paganon, Marc Benoît-Lizon, Ulysse Bozonnet, Gilbert Morand)        | 3:01:35,0 | 7  | 2:54:35,0  |
| 6   | Češkoslovaška · (Vojtech Pavelica, Karel Dvořák, Jaroslav Šír, Oto Skrbek)            | 3:16:26,0 | 6  | 3:10:26,0  |
| 7   | Romunija · (Ştefan Ionescu, Constantin Vlădea, Niculae-Cornel Crăciun, Ion Kasky)     | 3:24:24,0 | 8  | 3:16:24,0  |
| 8   | ZDA · (Donald Weihs, Stanley Walker, Henry Dunlap, Lorentz Eide)                      | 4:38:58,0 | 3  | 4:35:58,0  |